# Ларс Леві Лестадіус
Ларс Леві Лестадіус (швед. Lars Levi Læstadius) (1 жовтня 1800 — 21 лютого 1861) — видатний шведський засновник лестадіанства, рівайвелістського руху відродження християнської етики та моралі, одного з пієтистських напрямків у лютеранстві; проповідник, пастор і богослов. Його діяльність як проповідника була значною мірою пов'язана з саамським населенням північній Швеції.
Лестадіус також відомий як ботанік, що зробив великий внесок у вивчення флори Північної Європи.

## Біографія
Лестадіус народився у шведській Лапландії, під Ар’єплугом у західних гористих частинах графства Норрботтен, найпівнічнішого у Швеції. Його батько заробляв на життя полюванням, риболовлею та збиранням смоли. Сім'я жила бідно, але за допомогою зведеного брата, який був пастором, Ларс Леві поступив в Упсальський університет у 1820 році, де він показав відмінні результати в навчанні. Лестадіус виявляв великий інтерес до ботаніки та був призначений асистентом департаменту ботаніки, одночасно продовжуючи вивчення теології. У 1825 він був висвячений в сан лютеранського пастора Еріком Абрахамом Алмквістом, єпископом Гернесанда в лені Вестерноррланд.
Його перша парафія була в Ар’єплузі, де він став регіональним місіонером для округу Пітео. З 1826 до 1849 року він був вікарієм у парафії Каресуандо у шведській Лапландії, та згодом служив у парафії Паяла в Норрботтені - з 1849 року до кінця життя. Рідна мова Лестадіуса був шведська, але він також володів Луле-саамською мовою (діалектом). Після року життя в Каресуандо він вивчив фінську та північносаамську мови. Він зазвичай проповідував фінською мовою, так як вона була найпоширенішою в регіоні, але при необхідності використовував для проповідей північносаамську та шведську мови.

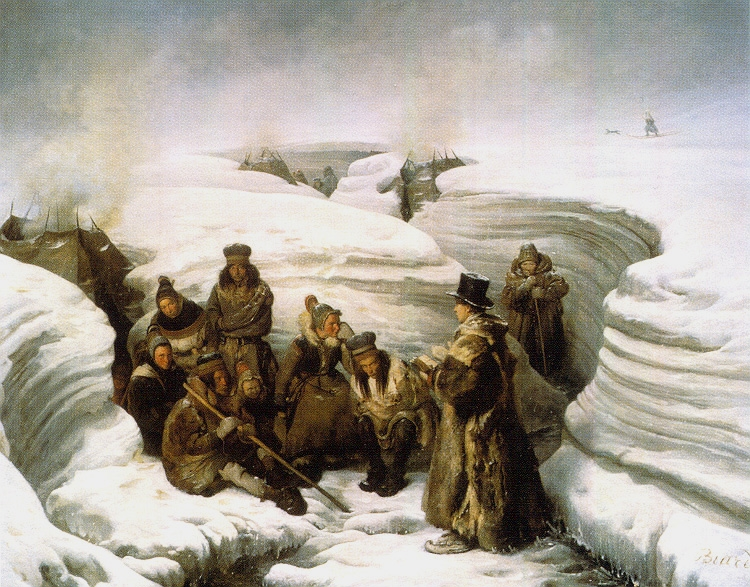
«Лестадіус читає проповідь саамам». Картина 1840 року французького художника Огюста Франсуа Біара (1799—1882)

Перед переїздом у Каресуандо він одружився з саамкою Брітою Кайсою Алстадіус. Разом вони виховували дванадцять дітей.
На додаток до своїх пасторським обов'язків він продовжував цікавитися ботанікою та написав велику кількість статей про рослини Лапландії. Він також взяв участь як ботанік у французькій дослідницькій експедиції на землю саамів (1838-1840). За запитом експедиції він також займався дослідженням саамської міфології, однак ця робота не була видана серед праць експедиції, і багато років вважалося, що рукопис Лестадіуса був втрачений. Заключна частина рукопису була виявлена тільки у 2001 році.
В 1844 у Лестадіус під час інспекційного туру в Оселе зустрів в Ємтланді жінку саамі по імені Мілла Клементсдоттер Феллінге. Вона належала до рівайвелістського руху, який очолював пастор Пер Брандела в парафії Нура, муніципалітет Крамфорс, Онгерманланді. Вона розповіла Лестадіусу про своє навернення до живої віри. Це спричинило сильне враження на Лестадіуса. Після цього він пережив духовний досвід отримання прощення за свої гріхи, що стало надихаючим фактором його пасторської діяльності.

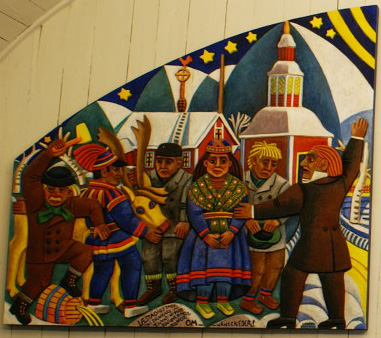
Ларс Леві Лестадіус звертається до народу.
Ліве крило вівтаря у церкві Юккас'ярві (20 км на схід від Кіруни). Робота художника

Коли Лестадіус прибув у Каресуандо, він зіткнувся з проблемою повального алкоголізму місцевих жителів. У своїх проповідях пастор почав різко висловлюватися про гріх алкоголізму. Його проповіді послужили початком Пробудження в Лапландії. Траплялося, що після них місцеві винокури перекидали свої чани з брагою і каялися. На теперішній час лестадіани - радикальні противники алкоголю.
Для зміцнення своєї позиції Лестадіус вирішив стати пробстом в окрузі Паяла. Щоб отримати цю посаду, йому було необхідно скласти додаткові іспити в Гернесанді, що він і зробив. У результаті у 1849 році він став пробстом у Паялі та інспектором лапландських парафій.
Однак радикальна проповідь християнської етики та моралі Лестадіуса разом з його способом виявлення гріхів прихожан викликали опір у Паялі, тому єпископ у 1853 році вирішив, що там повинні проводитися двоє різних зібрань - одне для послідовників Лестадіуса та інше для решти жителів округу. Можна сказати, що в цей момент лестадіанство стало самостійним рухом. Разом з тим, на відміну від багатьох інших рівайвелістських рухів, лестадіанство ніколи не відмежовувалося від Церкви Швеції. Подібна ситуація зберігається і досі: ультра-консервативні громади лестадіан формально входять у ліберальні лютеранські церковні деномінації Скандинавії.
Лестадіус помер у 1861 році. 
На даний час лестадіанства дотримуються близько 200 тисяч осіб у Фінляндії, Швеції, Норвегії, США та інших країнах.

## Ботаніка
Лестадіус здійснив свою першу ботанічну поїздку ще будучи студентом. Згодом Шведська королівська академія наук надала йому кошти для поїздки до Сконе та шведську Лапландію, щоб вивчити та зробити малюнки рослин, які потім повинні були використовуватися в роботі з флори Швеції.
Його заслуги в галузі ботаніки отримали міжнародне визнання: він був членом ботанічного товариства Единбурга та Уппсальського королівського наукового товариства.

### Почесті
На честь Лестадіуса названі наступні ботанічні таксони:
- рід Laestadia Kunth ex Less. (1832) [syn.  Lestadia Spach (1841)][8], невеликий рід родини Айстрові (Складноцвіті), який складається з п'яти видів[9];

- види:
  - Arctophila laestadii Rupr. (syn. Poa laestadii Rupr.), родина Злаки
  - Carex laestadii Holmb., родина Осокові
  - Cerastium ×laestadianum H.Samzelius, родина Гвоздичні
  - Epilobium laestadii Kytöv., родина Онагрові
  - Papaver laestadianum Nordh., родина Макові